# デューイ (ミサイル駆逐艦・初代)
|           | |
| 艦歴      | |
| 発注      | |
| 起工      | 1957年8月10日 |
| 進水      | 1958年11月30日 |
| 就役      | 1959年12月7日 |
| 退役      | 1990年8月31日 |
| その後    | スクラップとして売却 |
| 除籍      | 1992年11月20日 |
| 性能諸元  | |
| 排水量    | 5,800トン |
| 全長      | 512.5 ft (156.2 m) |
| 全幅      | 52 ft (15.8 m) |
| 吃水      | 25 ft (7.6 m) |
| 機関      | ギアード・タービン2基、ボイラー4缶、85,000 SHP、2軸推進 |
| 最大速力  | 36.5ノット |
| 乗員      | 士官21名、兵員356名 |
| 兵装      | Mk.42 5インチ単装砲 1基 Mk.33 3インチ連装砲 2基（改装後撤去） Mk.10 テリアSAM連装発射機 1基(改装後スタンダードER) Mk.16 アスロック8連装発射機 1基 Mk.32 3連装短魚雷発射管 2基 Mk.141 ハープーンSSM4連装発射筒 2基（改装後搭載） |
| モットー: | |

デューイ(USS Dewey, DLG-14/DDG-45)は、アメリカ海軍の駆逐艦。ファラガット級駆逐艦の9番艦。艦名はアメリカ海軍で唯一の海軍大元帥であるジョージ・デューイにちなむ。その名を持つ艦としては2隻目。

## 艦歴
デューイは1957年8月10日に、DLG-14 （嚮導ミサイルフリゲート）としてメイン州バスのバス鉄工所で起工された。1958年11月30日にK・セント・ジョージ夫人（ニューヨーク州選出下院議員K・セント・ジョージの妻）によって進水し、1959年12月7日に艦長エルモ・ズムウォルト・ジュニア中佐の指揮下就役した。1975年6月30日に DDG-45（ミサイル駆逐艦）へ艦種変更された。
デューイは1990年8月31日に退役、1992年11月20日に除籍され、スクラップとして廃棄された。